# Моракша
Моракша — река в России, протекает по территории Амбарнского сельского поселения Лоухского района и Куземского сельского поселения Кемского района Республики Карелии. Длина реки — 22 км, площадь водосборного бассейна — 70,4 км².
Моракша берёт начало из ламбины без названия в 14 км к юго-западу от железнодорожной станции Энгозеро на высоте 73,2 м над уровнем моря и далее течёт преимущественно в восточном направлении по заболоченной местности.
Моракша в общей сложности имеет шесть малых притоков суммарной длиной 22 км.
Впадает на высоте выше 37 м над уровнем моря в реку Сиг, впадающую в Белое море.
В среднем течении Моракша пересекает линию железной дороги Санкт-Петербург — Мурманск.
Населённые пункты на реке отсутствуют.
Код объекта в государственном водном реестре — 02020000712102000002131.